# Húrtartó
A húrtartó a húros hangszerek húrjainak egyik végét rögzíti, míg a másik vége a hangolását lehetővé tévő eszközhöz, hangolószeghez, hangolókulcshoz vagy húrgéphez csatlakozik. Az adott hangszer milyenségétől függően változatos felépítésű lehet.
A hegedű család tagjain ez egy ében- vagy rózsafából faragott eszköz, ami egy húrerő segítségével kapcsolódik az alsó tőkéhez rögzített gombhoz. A mandolinnál, egyes fémhúros akusztikus és elektromos gitároknál fémből készül, és az alsó tőkéhez vagy a hangszertesthez van csavarozva. Gitároknál gyakran a húrtartó és a húrláb egybe van építve, egy egységet alkot, például a klasszikus- és a flamencogitárok esetében. Régi korok pengetős hangszerein, népi hangszereken a csomózásos rendszerű húrláb maga egyben húrtartó is.